# خرسين (سياهو)
خرسين (بالفارسية: خرسین) هي قرية تقع في إيران في قسم سیاهو الريفي. يقدر عدد سكانها بـ 340 نسمة بحسب إحصاء 2016.